# 도미타 고지
도미타 고지(일본어: 冨田 浩司, 1957년 11월 8일 ~ )는 일본의 외교관이다. 주미국 공사, 외무성 북미국장, 주이스라엘 특명전권대사, 주대한민국 특명전권대사, 주미국 특명전권대사 등을 역임했다. 

## 인물
효고현 출신으로 도쿄 대학 법학부에 재학 중이던 1980년 10월 외무공무원 채용 시험에 응시하여 합격했다. 이듬해 1981년 도쿄 대학 법학부를 졸업하고 외무성에 들어갔으며 입성 후 영국 옥스퍼드 대학교에서 어학 연수를 받았다. 부인은 미시마 유키오의 장녀인 연출가 히라오카 노리코이다.

## 주요 경력
- 1996년 12월 : 경제협력개발기구 일본정부대표부 1등서기관
- 1998년 1월 : 경제협력개발기구 일본정부대표부 참사관
- 1999년 10월 : 외무성 경제국 국제기관제2과장
- 2001년 2월 : 외무성 종합외교정책국 안전보장정책과장
- 2003년 8월 : 외무성 종합외교정책국 총무과장
- 2004년 8월 : 주대한민국 일본대사관 참사관
- 2005년 1월 : 주대한민국 일본대사관 공사
- 2006년 8월 : 주영국 일본대사관 공사
- 2009년 7월 : 대신관방 참사관 겸 북미국, 아시아 대양주국
- 2011년 10월 : 대신관방 심의관 겸 북미국, 아시아 대양주국
- 2012년 1월 : 주미국 일본대사관 공사
- 2012년 9월 : 주미국 일본대사관 특명전권공사
- 2013년 6월 : 외교부 북미국장
- 2015년 11월 : 주이스라엘 특명전권대사[2][3][4]
- 2018년 7월 : 금융·세계 경제에 관한 G20 정상회담 담당 정부대표
- 2019년 10월 : 주대한민국 특명전권대사[5]
- 2021년 1월 : 주미국 특명전권대사[6](신임장 제정은 연초인 2021년 2월 17일[7])

## 수상 경력
- 2019년 : 제28회 야마모토 시치헤이상

## 입사 동기
- 가가와 다케히로 - 2015년에 주이집트 특명전권대사로 부임
- 이시카네 기미히로 - 2017년에 주캐나다 특명전권대사로 부임

## 저서
- 도미타 고지 (2011년). 《危機の指導者 チャーチル》 [위기의 지도자 처칠]. 신초센쇼. 신초샤. ISBN 4106036878.
- 도미타 고지 (2018년). 《マーガレット・サッチャー　政治を変えた「鉄の女」》 [마거릿 대처 - 정치를 바꾼 ‘철의 여인’]. 신초센쇼. 신초샤. ISBN 4106038323.